# Charles Augustus Milverton
L'aventura de Charles Augustus Milverton (anglès: The Adventure of Charles Augustus Milverton) és un dels 56 contes de Sherlock Holmes escrits per Sir Arthur Conan Doyle. Va ser publicat originalment a Collier's als Estats Units el 26 de març de 1904, i a The Strand Magazine al Regne Unit l'abril de 1904. És una de les 13 històries del cicle recollides com El retorn de Sherlock Holmes (1905) .

## Trama

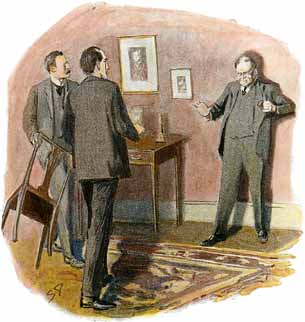
(e. a d.) Watson, Holmes i Charles Augustus Milverton, il·lustració de 1904 de Sidney Paget.

Holmes és contractat per la debutant Lady Eva Blackwell per recuperar cartes comprometedores d'un xantatgista: Milverton, que provoca a Holmes més repulsió que qualsevol dels 50 assassins de la seva carrera. Milverton és "el rei dels xantatges". Demana 7.000 £ (equivalent a 838.304 £ el 2021) per les cartes, que si es lliuraven a tercers provocarien un escàndol que posaria fi al compromís matrimonial de Lady Eva. Holmes ofereix 2.000 £, tot el que pot pagar Lady Eva, però Milverton insisteix en 7.000 £. Li val 7.000 lliures, explica, per fer un exemple de Lady Eva; és del seu interès a llarg termini assegurar-se que les seves futures víctimes de xantatge estiguin més "obertes a la raó" i li paguin el que vulgui, sabent que les destruirà si no ho fan. Holmes decideix recuperar les cartes per qualsevol mitjà necessari, ja que Milverton s'ha situat fora dels límits de la moral.
Holmes visita la casa de Milverton a Hampstead, disfressat de lampista, per conèixer el pla de la casa i la rutina diària de Milverton. Conrea la coneguda de la criada de Milverton i fins i tot es promet per casar-se amb ella. Això sorprèn a Watson, però Holmes li assegura que té un rival odiat que intervindrà quan el lampista desaparegui. Holmes ha sabut on guarda Milverton els seus papers de xantatge (una caixa forta al seu estudi) i planeja robar la casa de Milverton aquella nit. Watson arriba.

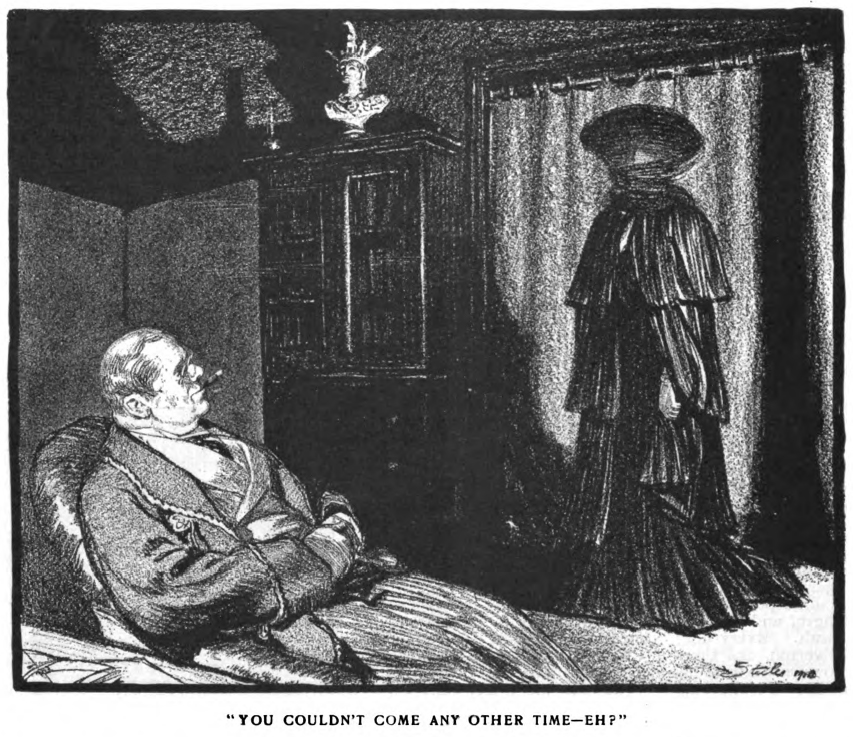
Milverton es troba amb la suposada criada, il·lustració de 1904 de Frederic Dorr Steele a Collier's

Entren a l'estudi, però just quan Holmes obre la caixa forta, Milverton entra a l'estudi, tot i que hauria d'estar al llit adormit. Holmes i Watson s'amaguen darrere d'una cortina, mentre Milverton té una reunió a mitjanit amb una suposada criada que li ofereix vendre cartes que comprometin la seva amant.

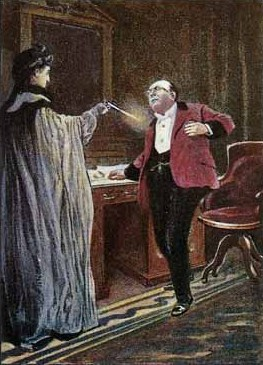
La mort de Milverton, 1904 il·lustració de Sidney Paget

La dona és en realitat una de les antigues víctimes de Milverton, el marit de la qual va morir quan ella no va pagar a Milverton i va revelar el seu secret. Ara venja el seu marit disparant a Milverton fins a la mort i després l'estampa a la cara.
Watson instintivament comença a sortir precipitada i aturar el tiroteig, però Holmes el frena. Holmes entén, i Watson s'adona a l'instant, "que no era assumpte nostre; que la justícia s'havia apoderat d'un dolent..." La dona fuig, i la casa de Milverton es desperta pels trets. Durant el seu enfrontament final, tot el cachet de papers de xantatge de Milverton havia estat dins d'una caixa forta amb la porta lleugerament entreoberta. Holmes ara llença aquesta massa de material comprometent a la llar de foc de Milverton, malgrat el risc de ser descobert i atrapat.
Aleshores, Holmes i Watson s'escapen pel jardí i sobre la paret. Watson s'ha d'alliberar d'un perseguidor que li ha agafat la cama.
L'endemà al matí, l'inspector Lestrade truca a Baker Street per demanar l'ajuda d'Holmes per investigar l'assassinat de Milverton, que atribueix als dos lladres que s'han vist escapant per la paret del jardí. Té una descripció d'un d'ells: "una mandíbula quadrada d'home de mitjana edat, fortament constituït, coll gruixut, bigoti...", Holmes anomena això vague. "Per què, podria ser una descripció de Watson!" diu, cosa que diverteix a Lestrade. Però Holmes rebutja la petició de Lestrade: "Les meves simpaties estan amb els delinqüents i no gestionaré el cas".
Més tard, Holmes reconeix el rostre de la dona que va matar Milverton. Li mostra a Watson la seva fotografia exposada en un aparador entre les d'altres celebritats. Watson reconeix el nom del seu famós marit, però Holmes indica silenci amb un dit als llavis. Watson assegura als seus lectors que l'assassí en qüestió està fora de l'abast de la llei [és a dir, mort] i que alguns detalls s'han disfressat per no fer mal a ningú.

## Inspiració
El personatge de Charles Augustus Milverton es basava en un autèntic xantatgista, Charles Augustus Howell. Va ser un marxant d'art que s'aprofitava d'un nombre desconegut de persones, inclòs l'artista Dante Gabriel Rossetti.
La inspiració literària de Doyle sovint venia del seu interès natural pel crim, i no tenia tolerància cap als depredadors. Howell va morir l'any 1890 en circumstàncies tan estranyes com qualsevol de les novel·les de Doyle: el seu cos va ser trobat prop d'un pub de Chelsea amb la gola tallada pòstumament, amb una moneda de mig sobirà a la boca. Se sabia que la presència de la moneda era una crítica als culpables de calúmnies.
"L'aventura de Charles Augustus Milverton" també es va inspirar en el conte d'A. J. Raffles "Wilful Murder" de E. W. Hornung, segons Richard Lancelyn Green.

## Cronologia
Segons la línia temporal de William S. Baring-Gould del cànon de Sherlock Holmes, els esdeveniments de "Milverton" van ocórrer el 1899. Leslie S. Klinger també va situar la història el 1899 a la seva línia de temps del cànon. Això va ser nou anys després de l'estranya mort de Charles Augustus Howell, la inspiració real per al personatge de Milverton.

## Historial de publicacions
Charles Augustus Milverton es va publicar als Estats Units a Collier's el 26 de març de 1904, i al Regne Unit a The Strand Magazine l'abril de 1904. La història va ser publicada amb sis il·lustracions de Frederic Dorr Steele a Collier's, i amb set il·lustracions de Sidney Paget al Strand.Va ser inclòs a la col·lecció de contes El retorn de Sherlock Holmes, que es va publicar als Estats Units el febrer de 1905 i al Regne Unit el març de 1905.

## Adaptacions

### Cinema i televisió
La història va ser adaptada com a curtmetratge mut titulat Charles Augustus Milverton (1922) a la sèrie de pel·lícules Stoll protagonitzada per Eille Norwood com Sherlock Holmes.
La pel·lícula de 1932 The Missing Rembrandt, part de la sèrie de pel·lícules de 1931–1937 protagonitzada per Arthur Wontner com Holmes, es va basar lliurement en la història.
La història es va adaptar fidelment a la sèrie de la BBC de 1965 Sherlock Holmes amb Douglas Wilmer com a Holmes i Barry Jones com a Milverton. L'única diferència amb la història és la identitat de l'assassí de Milverton.
La sèrie de pel·lícules de televisió soviètica Les aventures de Sherlock Holmes i del doctor Watson va presentar el cas sota el nom de "El rei del xantatge". Va ser el primer dels tres episodis relatius al professor Moriarty. Pel que sembla, Milverton era membre de la banda, ja que es van recuperar certs documents del seu despatx que van ajudar a implicar el professor. Es diu que el marit de la dama que mata Milverton es diu Lord Christopher Huxley, de 42 anys, amb Holmes llegint un article sobre la seva mort al començament de l'episodi. Holmes s'acosta més tard a la dama per obtenir els esmentats papers que portava amb ella. En cas contrari, és fidel a l'original.
La història va ser molt extrapolada quan va ser adaptada pel guionista Jeremy Paul per a la sèrie de televisió Granada Sherlock Holmes protagonitzada per Jeremy Brett. Es va convertir en l'episodi de llargmetratge de 1992 The Master Blackmailer i va comptar amb Robert Hardy com Milverton. La relació d'Holmes amb la minyona s'amplia, permetent a Brett suggerir la tendresa i la incapacitat, o la manca de voluntat, soterrades d'Holmes per dedicar-se als assumptes del cor. La cara de Milverton no es mostra fins que Watson el coneix mentre mira obres d'art en una galeria; abans d'això, o Milverton està llegint alguna cosa, se'l mostra a distància o simplement es veu des de darrere. La violència del final del vilà, inclòs l'esgarrifós remolc del taló del venjador a la cara amb ulleres de Milverton mort, està fidelment adaptada, però Holmes i Watson al final no miren el retrat de l'assassí de Milverton, ja que s'identifica l'assassí. Desviant-se de la història original, Holmes té una opinió molt diferent sobre el final del cas. Demana a Watson que no faci una crònica del cas, considerant que té circumstàncies desagradables,
L'episodi "Dead Man's Switch" del drama criminal de la CBS Elementary adapta la història de manera vaga, amb Milverton com un xantatgista professional que es posa en contacte amb els seus "clients" i evita la seva pròpia exposició informant-los que té un còmplice que distribuirà el material perjudicial si Milverton és detingut Milverton és cridat a l'atenció d'Holmes quan fa xantatge a la família d'una víctima de violació, la família és coneguda pel patrocinador de l'addicció d'Holmes. El cas es complica quan Holmes presencia l'assassinat de Milverton mentre s'infiltra a casa seva per recuperar les imatges incriminatòries. Holmes es veu obligat a localitzar el còmplice de Milverton, que té accés a tot el material de Milverton i té instruccions de penjar-ho tot a internet si és detingut o és mort.
La tercera temporada de l'adaptació de la BBC Sherlock inclou 'Charles Augustus Magnussen', interpretat per Lars Mikkelsen, com un antagonista principal. L'episodi "His Last Vow" es va emetre el 12 de gener de 2014. En ell, es revela que Charles Magnussen guarda la informació amb la qual xantatge a les seves víctimes al seu propi palau mental (dins del seu cap), només de tant en tant adquirint còpies en paper quan ha de fer-ho. Tot i que Mycroft va advertir a Sherlock que deixi sol a Magnussen, ja que ocasionalment és útil per al govern, Sherlock l'assassina a trets per tal d'alliberar John del seu poder i garantir la seguretat de Mary, ja que Sherlock s'adona que utilitzant el seu palau mental no té cap evidència real en l'esdeveniment de la seva mort.
L'episodi "L'aventura del retrat d'un professor" de la sèrie de televisió de titelles de la NHK Sherlock Holmes es basa lliurement en la història. En ella s'emporta un retrat del professor d'història Charles Augustus Milverton que Beppo dibuixa a classe. Es diu que Milverton és el més sever amb els alumnes de l'escola Beeton i Beppo demana a Holmes que el recuperi. Holmes i Watson entren a l'habitació del professor on veuen una alumna Agatha, que és tutoritzada per Milverton en privat perquè està massa nerviosa per assistir a classe amb altres alumnes. Ella els diu que és amable i, de fet, troben en Milverton, que torna a la seva habitació per veure'ls impactant.
L'episodi "The Phantom of Whitechapel Act 2" de la sèrie d'animació japonesa, Yuukoku no Moriarty ("Moriarty el Patriota"), presenta a Charles Augustus Milverton com a antagonista. A la història de Phantom of Whitechapel, un grup d'individus assassinen prostitutes i culpen els fets a Jack l'Esbudellador amb l'esperança d'iniciar una revolució violenta per enderrocar el govern sembrant la discòrdia entre Scotland Yard i un grup de ciutadans vigilants. Al final de la història, els individus són assassinats per Moriarty, però es revela que Charles Augustus Milverton havia ideat en secret el pla. Milverton identifica Moriarty deixant l'escena dels assassinats amb un telescopi i afegeix el nom de Moriarty a una llista misteriosa.

### Ràdio i àudio
Una adaptació de ràdio titulada "Charles Augustus Milverton" es va emetre com a episodi de la sèrie de ràdio nord-americana series The Adventures of Sherlock Holmes.. L'episodi, dramatitzat per Edith Meiser, es va emetre el 18 de maig de 1931, amb Richard Gordon com Sherlock Holmes i Leigh Lovell com el Dr. Watson.
Meiser també va adaptar la història per a la sèrie de ràdio nord-americana The New Adventures of Sherlock Holmes, amb Basil Rathbone com a Holmes i Nigel Bruce com a Watson. L'episodi, titulat "L'aventura de Charles Augustus Milverton", es va emetre el 4 de desembre de 1939.
La història es va combinar amb A Study in Scarlet per a una adaptació de ràdio titulada "Dr Watson Meets Mr Sherlock Holmes", que es va emetre al BBC Light Program el 5 d'octubre de 1954 com el primer d'una sèrie d'episodis amb John Gielgud com Holmes i Ralph Richardson com Watson. L'episodi es va emetre a la ràdio NBC el 2 de gener de 1955.
Una altra adaptació a la ràdio es va fer com a part d'una sèrie sindicada, produïda per Harry Alan Towers i protagonitzada per John Gielgud com Holmes i Ralph Richardson com Watson.
Michael Hardwick va adaptar la història com un drama radiofònic de 1961 que es va emetre al BBC Light Programme, com a part de la sèrie de ràdio 1952–1969 protagonitzada per Carleton Hobbs com Holmes i Norman Shelley com Watson.
Un drama d'àudio basat en la història es va estrenar el 1970 en disc LP . Holmes va tenir la veu de Robert Hardy (que més tard va interpretar a Milverton a l'adaptació televisiva de 1992) i Watson va ser interpretat per Nigel Stock (que també va interpretar a Watson a l'adaptació de televisió de 1965). Va ser dramatitzat i produït per Michael Hardwick (que també va adaptar l'adaptació radiofònica de 1961) i Mollie Hardwick.
Una adaptació de la història es va emetre a la ràdio de la BBC el 1978, protagonitzada per Barry Foster com Holmes i David Buck com Watson.
"Charles Augustus Milverton" va ser dramatitzat per a BBC Radio 4 el 1993 per Bert Coules com a part de la sèrie de ràdio 1989–1998 protagonitzada per Clive Merrison com Holmes i Michael Williams com Watson. Va comptar amb Peter Vaughan com Milverton.
La història va ser adaptada com a episodi del 2008 de The Classic Adventures of Sherlock Holmes, una sèrie del programa de ràdio nord-americà Imagination Theatre, protagonitzada per John Patrick Lowrie com Holmes i Lawrence Albert com Watson. Charles Augustus Milverton va ser interpretat pel creador d'Imagination Theatre, Jim French.

### Altres mitjans
La història, juntament amb "La desaparició de Lady Frances Carfax", "L'aventura de la casa deshabitada" i "La lliga dels Pèl-rojos", van proporcionar el material d'origen de l'obra The Return of Sherlock Holmes.
Al llibre de jocs de 1987 de Gerald Lientz Death at Appledore Towers (Sherlock Holmes Solo Mysteries número 3), el cosí de Watson, un protegit de Holmes, investiga l'assassinat de Milverton després que Holmes s'hagi negat a fer-ho.
A la col·lecció de contes de Donald Thomas, Els casos secrets de Sherlock Holmes (1997), Watson "admet" que Milverton era, de fet, un àlies utilitzat per al veritable Charles Augustus Howell. La història també serveix de base per al conte de Thomas a la col·lecció del mateix nom, "L'execució de Sherlock Holmes", en què el germà de Milverton, Henry (i diversos altres familiars dels passats adversaris de Holmes) segresten Holmes i escenifiquen una cort de cangurs per posar Holmes "a judici" per l'assassinat de Milverton.